# Salvator Licco Haim
Salvator Licco Haim (São Paulo,  é um balonista brasileiro. É o pai do balonista Sacha Haim.
De ascendência búlgaro-sefardita, Salvator foi selecionado para o mundial no Japão, pelo Campeonato Brasileiro de Balonismo de 1989, como terceiro colocado, mais; o vice Bruno Schwartz e o campeão Rubens Kalousdian, onde foram selecionados para o mundial no Japão.